# Дідовецька сільська рада
Дідове́цька сільська́ ра́да — адміністративно-територіальна одиниця та орган місцевого самоврядування у Прилуцькому районі Чернігівської області. Адміністративний центр — село Дідівці.

## Загальні відомості
Дідовецька сільська рада утворена у 1920 році.
- Територія ради: 30,076 км²
- Населення ради: 2 366 осіб (станом на 2001 рік)

## Населені пункти
Сільській раді були підпорядковані населені пункти:
- с. Дідівці
- с. Єгорівка
- с. Манжосівка

## Склад ради
Рада складалася з 16 депутатів та голови.
- Голова ради: Шуляк Ірина Миколаївна

### Керівний склад попередніх скликань
| Прізвище, ім'я, по батькові | Основні відомості                                                                     | Дата обрання | Дата звільнення |
| --------------------------- | ------------------------------------------------------------------------------------- | ------------ | --------------- |
| Брунько Анатолій Васильович | Сільський голова, 1953 року народження, освіта вища, член Української Народної Партії | 26.03.2006   | 31.10.2010      |
| Брунько Анатолій Васильович | Сільський голова, 1953 року народження, освіта вища, член Української Народної Партії | 31.10.2010   | 04.02.2014      |
| Шуляк Ірина Миколаївна      | Сільський голова, 1963 року народження, освіта середня спеціальна, позапартійна       | 25.05.2014   |                 |

Примітка: таблиця складена за даними сайту Верховної Ради України

### Депутати
За результатами місцевих виборів 2010 року депутатами ради стали:

#### За суб'єктами висування
| Суб'єкт висування            | Кількість обраних депутатів | %    |
| ---------------------------- | --------------------------- | ---- |
| Самовисування                | 11                          | 68,8 |
| Соціалістична партія України | 4                           | 25   |
| Комуністична партія України  | 1                           | 6,3  |

#### За округами
| № округу                     | Прізвище, ім'я, по батькові    | Дата визнання обраним | Освіта             | Партійна приналежність             | Відомості про обраного депутата                              |
| ---------------------------- | ------------------------------ | --------------------- | ------------------ | ---------------------------------- | ------------------------------------------------------------ |
| Комуністична партія України  |                                |                       |                    |                                    |                                                              |
| 4                            | Овдієнко Олександр Миколайович | 01.11.2010            | середня спеціальна | позапартійний                      | приватний підприємець                                        |
| Соціалістична партія України |                                |                       |                    |                                    |                                                              |
| 1                            | Авраменко Олександр Іванович   | 01.11.2010            | середня спеціальна | член Соціалістичної партії України | ТОВ ХПП, електрик                                            |
| 3                            | Пономаренко Олена Миколаївна   | 01.11.2010            | середня спеціальна | член Соціалістичної партії України | будинок немовляти «НАДІЯ», молодша медсестра                 |
| 8                            | Шуляк Ірина Миколаївна         | 01.11.2010            | середня спеціальна | позапартійна                       | Дідовецька сільська рада, секретар                           |
| 10                           | Домашенко Володимир Павлович   | 01.11.2010            | середня спеціальна | член Соціалістичної партії України | Дідовецькій фельдшерсько-акушерський пункт, завідувач        |
| Самовисування                |                                |                       |                    |                                    |                                                              |
| 2                            | Самаль В'ячеслав Сергійович    | 01.11.2010            | вища               | позапартійний                      | ДПЧ −7 ЗДПО-1, інженер                                       |
| 5                            | Ігнатушко Віталій Павлович     | 01.11.2010            | вища               | позапартійний                      | Прилуцько — Варвинський ОМВК, заступник військового комісара |
| 6                            | Богдан Варвара Павлівна        | 01.11.2010            | середня спеціальна | позапартійна                       | пенсіонер                                                    |
| 7                            | Хантіль Олександр Миколайович  | 01.11.2010            | вища               | позапартійний                      | магазин"Фуршет", охоронець                                   |
| 9                            | Даниленко Вікторія Юріївна     | 01.11.2010            | середня спеціальна | позапартійна                       | приватний підприємець                                        |
| 11                           | Івахненко Валентина Петрівна   | 01.11.2010            | середня спеціальна | позапартійна                       | пенсіонер                                                    |
| 12                           | Михайліченко Євгенія Петрівна  | 01.11.2010            | середня спеціальна | позапартійна                       | пенсіонер                                                    |
| 13                           | Шевлюга Геннадій Іванович      | 01.11.2010            | середня            | позапартійний                      | приватний підприємець                                        |
| 14                           | Мархоброд Надія Іванівна       | 01.11.2010            | середня спеціальна | позапартійна                       | пенсіонер                                                    |
| 15                           | Шульга Наталія Володимирівна   | 01.11.2010            | середня спеціальна | позапартійна                       | Дідовецька сільська рада, нАЧ.ВОС.                           |
| 16                           | Лещенко Катерина Володимирівна | 01.11.2010            | середня спеціальна | позапартійна                       | тимчасово не працює                                          |